# Megachile rufiplantis
Megachile rufiplantis là một loài Hymenoptera trong họ Megachilidae. Loài này được Vachal mô tả khoa học năm 1904.